# Osijek Vojakovački
Osijek Vojakovački – wieś w Chorwacji, w żupanii kopriwnicko-kriżewczyńskiej, w mieście Križevci. W 2011 roku liczyła 205 mieszkańców.